# Protaetia turkestanica
Protaetia turkestanica är en skalbaggsart som beskrevs av Ernst Gustav Kraatz 1886. Protaetia turkestanica ingår i släktet Protaetia och familjen Cetoniidae. Inga underarter finns listade i Catalogue of Life.